# Inka Dowlasz
Inka Dowlasz (ur. 25 maja 1949 w Szczecinie) – polska reżyser teatralna, scenarzysta, psycholog, wykładowca akademicki. Od lat 90. XX wieku stała współpracowniczka Teatru Ludowego w Krakowie.

## Życiorys
Jest absolwentką Wydziału Psychologii Uniwersytetu Jagiellońskiego (1975) i Wydziału Reżyserii Dramatu Państwowej Wyższej Szkoły Teatralnej w Krakowie (1985; w 2005 uzyskała stopień doktora sztuki teatralnej). Podczas studiów podjęła pracę nad technikami konstrukcji roli pod wpływem inspiracji psychologią i doświadczeniem zdobywanym w Teatrze Laboratorium Jerzego Grotowskiego. Reżyserowała sztuki wystawiane w Teatrze Polskim i Teatrze Współczesnym w Szczecinie, Teatrze im. Siemaszkowej w Rzeszowie, Teatrze im. Jaracza w Łodzi i Starym Teatrze im. Modrzejewskiej w Krakowie (w tym Czarownice z Salem Arthura Millera i Kobietę z wydm Kōbō Abe).
Na początku lat 90. XX wieku zaczęła pisać własne scenariusze teatralne i telewizyjne. W 1995 na deskach Sceny pod Ratuszem Teatru Ludowego w Krakowie miała miejsce prapremiera Toksycznych rodziców Inki Dowlasz, w kolejnych latach powstały kolejne dzieła – m.in. Bici biją, Odlot (nagrodzona na festiwalu „Konteksty” w Poznaniu), Sytuacja bez wyjścia, Wakacje w Holandii, Sekrety Baronowej. We współpracy z Teatrem Śląskim im. Wyspiańskiego w Katowicach zaprezentowała sztukę Idź się leczyć, reżyserowała także spektakl Toksyny w Teatrze Powszechnym im. Kochanowskiego w Radomiu. Jest autorką monodramu Elizabeth Watson – cichociemna (o życiu gen. Elżbiety Zawackiej). Inscenizacja Pułapek Inki Dowlasz uświetniła jubileusz stulecia Teatru na Pohulance w Wilnie (styczeń 2013).
Obszarem działalności Inki Dowlasz w Teatrze Ludowym jest praca z młodzieżą poprzez warsztaty teatralne. W 1998 utworzyła Studio Improwizacji; w 2000 założyła Studium Terapii przez Sztukę. W latach 1997–1998 współpracowała z Jerzym Fedorowiczem (ówczesnym dyrektorem nowohuckiego teatru) przy realizacji programu telewizyjnego Zadyma w TVP2, który stał się swego rodzaju forum dla problemów trudnych i konfliktowych.
Poza pracą w Teatrze Ludowym w Krakowie prowadzi improwizacje sceniczne w ramach zajęć teatrologii na Uniwersytecie Jagiellońskim, a także wykłada w Krakowskiej Szkole Teatralnej i Filmowej oraz w Wyższej Szkole Komunikowania i Mediów Społecznych im. J. Giedroycia w Warszawie.
Od 2017 roku współpracuje z Fundacją na rzecz Doroty Targowskiej i Jej Przyjaciół z siedzibą w Toruniu pisząc scenariusze i wspomagając aktorów teatru „Czy TAK czy NIE?” prowadzonego przez Fundację. Aktorami teatru są osoby niepełnosprawne, głównie obciążone Trisomią 21. W 2018 r. spektakl pt. „Czy można mnie pokochać?” został wystawiony na Biennale XIII Spotkań Teatralnych Terapia i Teatr w Łodzi. 31 maja 2019 r. odbyła się w Domu Muz w Toruniu premiera kolejnego spektaklu „Sen o dobrych kolegach” w scenerii Inki Dowlasz i wykonaniu Teatru „Czy TAK czy NIE?”
Od 2019 wchodzi w skład Rady Programowej Teatru Śląskiego.

## Dokonania artystyczne
- 1979: Don Juan Moliera – asystentka reżysera Bohdana Cybulskiego (Teatr Polski w Szczecinie),
- 1984: Czarownice z Salem Arthura Millera – reżyseria (Teatr Współczesny w Szczecinie),
- 1986: Dom na niebiosach Jiříego Hubača – reżyseria (Teatr im. Wandy Siemaszkowej w Rzeszowie),
- 1987: Solo na dwa głosy Toma Kempinskiego – reżyseria (Teatr im. Stefana Jaracza w Łodzi),
- 1992: Kobieta z wydm Kōbō Abe – adaptacja i reżyseria (Stary Teatr im. Heleny Modrzejewskiej w Krakowie),
- 1996: Toksyczni rodzice – scenariusz i reżyseria (Teatr Ludowy w Krakowie),
- 1998: Bici biją – scenariusz i reżyseria (Teatr Ludowy w Krakowie),
- 1998: Muzyka Ainurów – reżyseria koncertu na podstawie powieści Johna Ronalda Reuela Tolkiena (PWST w Krakowie),
- 1999: Tajemnica Bożego Narodzenia Josteina Gaardera – scenariusz i reżyseria (Teatr Ludowy w Krakowie),
- 1999: Wędrowcom wschodu – reżyseria koncertu na podstawie Podróży na wschód Hermanna Hessego (PWST w Krakowie),
- 2000: Czuwajcie ze mną – ostatni koncert Adriana Lewerkuhna – reżyseria koncertu według Thomasa Manna (PWST w Krakowie),
- 2001: Odlot – scenariusz i reżyseria (Teatr Ludowy w Krakowie),
- 2002: Toksyny Krzysztofa Bizia – reżyseria i scenografia (Teatr Powszechny im. Jana Kochanowskiego w Radomiu),
- 2003: Sytuacja bez wyjścia – scenariusz i reżyseria (Teatr Ludowy w Krakowie),
- 2006: Wakacje w Holandii – scenariusz i reżyseria (Teatr Ludowy w Krakowie),
- 2006: Idź się leczyć – scenariusz i reżyseria (Teatr Śląski w Katowicach),
- 2007: Sekrety Baronowej – scenariusz i reżyseria,
- 2009: Pierwsza godzina wiekom Jagiellońskim dzwoni – współpraca reżyserska z Danutą Michałowską (PWST w Krakowie),
- 2009: Demokracja Edwarda Gordona Craiga – reżyseria (Fabryka Trzciny w Warszawie),
- 2011: Elizabeth Watson – cichociemna – scenariusz i reżyseria,
- 2012: Pułapki miłości – scenariusz i reżyseria (Polski Teatr w Wilnie).

## Nagrody i odznaczenia
- 2003 – Nagroda Fundacji Polcul za działalność artystyczno-terapeutyczną i wychowawczą w Teatrze Ludowym w Krakowie[4],
- 2003 – III nagroda I Ogólnopolskiego Festiwalu Polskich Sztuk Współczesnych dla Dzieci i Młodzieży „Konteksty” za spektakl Odlot[4],
- 2012 – laureatka konkursu Profesjonaliści Forbesa 2012 – Zawody Zaufania Publicznego[12]
- 2019 – laureatka medalu Zasłużony Kulturze – Gloria Artis[13],
- 2021 – odznaczona Krzyżem Kawalerskim Orderu Odrodzenia Polski za wybitne osiągnięcia w pracy artystyczno-pedagogicznej i twórczej, za działalność społeczną[14][15].

## Życie prywatne
Jest córką Weroniki i Grzegorza Dowlaszów, w latach 1946–1958 nauczycieli w Bezrzeczu pod Szczecinem i w Ośrodku Wychowawczym w Policach, a później – w założonym przez małżeństwo Dowlaszów eksperymentalnym, pierwszym w Polsce Rodzinnym Domu Dziecka w Szczecinie Zdrojach. Ma starszego brata, Grzegorza. Od chwili przeprowadzki do Zdrojów oboje mieli liczne przybrane rodzeństwo – początkowo kilkunastu braci, a później ponad 100 przybranych dzieci wspólnej Mamy Weroniki i Taty Grzegorza. Ma syna Filipa. W 2005 wydała wspomnienia O Mamie Weronice.